# Tiffany (Wisconsin)
Tiffany – miasto w Stanach Zjednoczonych, w stanie Wisconsin, w hrabstwie Dunn.